# 워즈 (영화)
《워즈》(WΔZ, w Delta z로 발음)는 영국에서 제작된 2007년 범죄 공포 스릴러 영화이다. 톰 섕클런드의 극장용 장편 영화 연출 데뷔작이며, 클라이브 브래들리가 대본을 썼다. 스텔란 스카르스고르드, 멀리사 조지, 셀마 블레어 등이 출연하였고, 제임스 리처드슨 등이 제작에 참여하였다. 미국 제목은 The Killing Gene이다.

## 줄거리
뉴욕. 에디와 새 파트너 헬렌은 피해자들 가슴에 적자생존 이론인 프라이스 공식(wΔz = Cov (w,z) = βwzVz)을 새기는 연속 살인의 수사를 맡는다. 용의자 진이 일했던 연구소의 소장은 “W는 적합도, Z는 형질, Δ는 이기적 유전자를 가리키며”, 이는 “자연에는 이타주의가 없으며” “오로지 유전자가 스스로를 보호하는 것에 불과하다는 뜻”이라고 설명한다. 진은 한 갱단이 일으킨 집단 성폭행의 피해자로, 갱단은 심지어 진이 돌보던 어머니를 직접 쏴 죽이게까지 만들었는데, 증거가 훼손돼 형이 집행되지 않았고, 이제 진은 갱단원들에게 본인이 살기 위해 사랑하는 사람을 죽이게 하고 있는 것이다.
의도적으로 증거를 없앤 사람은 다름 아닌 에디였으며, 이는 그가 비밀리에 잠자리를 가져 온 갱단원 대니얼이 연루된 사건이었기 때문으로 드러난다. 진은 복수 대상 중 하나인 에디 역시 죽음으로 위협한다. 대니얼은 감옥에 가지 않으려고 에디와 잤을 뿐이지만, 에디는 인생에서 유일하게 후회하지 않는 게 대니얼뿐이라며 진에게 그냥 자신을 죽이라고 한다. 진은 에디에게 세상에 사랑은 없다고 설득하는데...

## 출연진
- 스텔란 스카르스고르드
- 멀리사 조지
- 셀마 블레어
- 톰 하디
- 애슐리 월터스
- 폴 케이
- 마이클 와일드먼
- 샐리 호킨스
- 마이클 리브먼
- 존 섀리언
- 앨리브 파슨스
- 바버라 어데어
- 피터 밸런스
- 이고어 브레이큰백
- 로런스 도허티

## 기타 제작진
- 공동 제작: 마이클 케이시
- 라인 제작: 마셜 레비턴
- 배역: 게리 데이비
- 미술: 애슐리 제퍼스
- 의상: 매기 도널리